# Sua Altezza balla il valtzer
Sua Altezza balla il valtzer (Hoheit tanzt Walzer) è un film muto del 1926 diretto da Fritz Freisler.

## Produzione
Il film fu prodotto dall'Allianz-Film e dalla Domo-Strauß-Film GmbH. Su IMDb appare come film austriaco, mentre su Film Portal e Italia Taglia appare come tedesco.

## Distribuzione
In Austria, il film uscì nel 1926. In Germania, distribuito dall'Allianz-Film e dalla Domo-Strauß-Film GmbH, uscì nelle sale cinematografiche tedesche presentato all'Alhambra di Berlino nel settembre 1926. Il visto di censura, che ne permetteva la visione a tutti, fu rilasciato il 15 settembre 1926. In Italia, ne venne distribuita dalla ACIF una versione di 2.133 metri con visto di censura 24397 approvato il 31 agosto 1928.